# Deleni (okręg Aluta)
Deleni – wieś w Rumunii, w okręgu Aluta, w gminie Teslui. W 2011 roku liczyła 485 mieszkańców. 